# 한다라
한다라(본명:나해령, 한자:羅海嶺, 1994년 11월 11일 ~ )은 대한민국의 배우이다. 과거 걸그룹 베스티와 EXID의 멤버였다.

## 학력
- 동곡초등학교
- 심원중학교
- 소명여자고등학교(전학) → 서울공연예술고등학교 졸업

## 연기 활동

### 드라마
| 연도 | 방송사 | 제목                                   | 배역            | 비고     |
| ---- | ------ | -------------------------------------- | --------------- | -------- |
| 2004 | KBS2   | 반올림#1                               | 11살 이옥림     |          |
| 2013 | tvN    | 나인: 아홉 번의 시간여행               | 한소라          |          |
| 2014 | SBS    | 시월의 어느 멋진 날에                  | 어린 이종은     |          |
| 2014 | KBS2   | 하이스쿨 러브온                        | 이예나          |          |
| 2014 | SBS    | 내겐 너무 사랑스러운 그녀              | 유라음          |          |
| 2015 | Mnet   | 더 러버                                | 해령            | 특별출연 |
| 2015 | KBS2   | 프로듀사                               | 유나            |          |
| 2015 | GS25TV | 25사랑병동                             | 나사랑          |          |
| 2015 | KBS1   | KBS 웹드라마 스페셜 - 9초, 영원의 시간 | 유소라          |          |
| 2015 | MBC    | 엄마                                   | 나주희          |          |
| 2016 | KBS2   | 내 마음의 꽃비                         | 정꽃님 / 민선아 |          |
| 2016 | JTBC   | 판타스틱                               |                 |          |
| 2017 | MBC    | 세가지색 판타지 - 우주의 별이          | 연소리          |          |
| 2017 | SBS    | 이판사판                               | 진세라          |          |
| 2018 | KBS2   | 당신의 하우스헬퍼                      |                 |          |
| 2018 | JTBC   | 탁구공                                 | 인하            |          |
| 2018 | JTBC   | 일단 뜨겁게 청소하라                   | 김혜원          | 특별출연 |
| 2020 | TV조선 | 바람과 구름과 비                       |                 |          |
| 2023 | SBS    | 7인의 탈출                             | 홍사라          | 특별출연 |

### 영화
| 연도 | 제목        | 배역               | 비고 |
| ---- | ----------- | ------------------ | ---- |
| 2003 | 황산벌      | 백제 - 계백 큰 딸  |      |
| 2004 | 시실리 2km  | 보육원생 여2       |      |
| 2008 | 아들의 여자 | 소녀               |      |
| 2010 | 사사건건    | 아들의 여자 - 소녀 |      |

## 연기 외 활동
- 2013년 tvN 코미디빅리그 - MC
- 2015년 SBS 정글의 법칙 in 사모아

## 그 외 출연 목록

### 뮤직비디오
- 2013년 디유닛 - 얼굴보고 얘기해
- 2014년 백지영 - 여전히 뜨겁게
- 2014년 HIGH4 - 뱅뱅뱅
- 2015년 노을 - 목소리
- 2015년 임정희 - 영화처럼